# Rosemarie Schönpass
Rosemarie Schönpass (* 26. August 1952 in Haag am Hausruck) ist eine österreichische Politikerin (SPÖ) und ehemalige Abgeordnete zum Österreichischen Nationalrat.

## Ausbildung und Beruf
Schönpass besuchte von 1958 bis 1962 die Volksschule in Attersee und danach bis 1966 die Hauptschule in St. Georgen im Attergau. Nach dem Polytechnischen Lehrgang 1966/67 erlernte Schönpass von 1967 bis 1970 den Beruf der Industriekauffrau. Von 1995 bis 1997 absolvierte sie die Fachakademie für Betriebswirtschaftslehre/Controlling.
Schönpass arbeitete nach ihrem Lehrabschluss von 1970 bis 1973 als Sekretärin und von 1976 bis 1982 als Buchhalterin und Lohnverrechnerin. Danach war sie von 1982 bis 2002 Sachbearbeiterin und technische Assistentin.

## Politik
Schönpass war von 1985 bis 1991 Gemeinderätin in Ampflwang im Hausruckwald und von 1991 bis 1997 Mitglied des Gemeindevorstandes. Von 1997 bis 2015 übte sie das Amt der Bürgermeisterin aus. Am 20. Dezember 2002 wurde Schönpass als Mitglied des Nationalrats angelobt, dem sie bis zum Ende der XXIV. Gesetzgebungsperiode angehörte. Zudem war sie von 2002 bis 2013 Bezirksfrauenvorsitzende der SPÖ Vöcklabruck. Seit 2022 ist sie Trägerin der Viktor-Adler-Plakette.

## Privates
Rosemarie Schönpass ist verheiratet und Mutter zweier Kinder.